# NASA Space Flight Medal
La NASA Space Flight Medal (SFM) è un riconoscimento dell'agenzia spaziale NASA che viene assegnato ai membri dell'equipaggio di un volo spaziale (ovvero astronauti civili e militari, specialisti di missione, specialisti del carico utile e civili) per premiare la partecipazione individuale a una missione pilota di un volo spaziale umano.
Il riconoscimento, rappresentato formalmente da una medaglia, è stato istituito nel 1981. I nominativi sono approvati dall'amministratore NASA e consegnati a un numero di individui e gruppi di lavoro accuratamente selezionati, sia governativi che non governativi, che si sono distinti fornendo eccezionali contributi alle missioni dell'agenzia. Il presidente dell'Incentive Awards Board (IAB) richiede annualmente i nominativi per i riconoscimenti assegnati dalla NASA. Dopo una rigorosa selezione da parte della commissione di revisione, le candidature vengono approvate dal direttore o dal funzionario responsabile e vengono inoltrate al Presidente IAB. Le medaglie e/o i certificati della NASA vengono successivamente consegnati ai destinatari dei premi dai più alti funzionari dell'Agenzia durante le cerimonie di premiazione annuali tenute in ciascun centro NASA.